# ФК „Чепинец“ (Велинград)
„Чепинец“ е български футболен отбор от град Велинград. Основан е през 1926 г. в квартал Чепино. От 1949 до 1957 г. се нарича „Торпедо“ (Велинград). Обединява съществуващите до 1948 дружества СТК (Лъджене) и „Чепинец“ (Чепино). След това отново е преименуван на „Чепинец“. През 1977/78 г. достига до полуфинал за купата на страната, но отпада от ЦСКА с 4:5 след изпълнение на дузпи (в редовното време 0:0, а след продълженията – 1:1). Преди това в същия турнир „Чепинец“ отстранява: „Ботев“ (Ихтиман) с 4:2, „Етър“ (В. Търново) с 4:3, „Сливен“ с 4:0 сл. (прекратен при 1:0) и „Левски-Спартак“ (София) с 5:3 след изпълнение на дузпи (в редовното време 1:1). На следващата година завършва на 3. място в Южната Б група, което е нй-доброто клсиране на отбора в първенствата. Играе мачовете си на стадион „Чепинец“, с капацитет 5300 седящи места, а с правостоящи – до 8000 зрители. Основният екип на отбора е червени фланелки със сини ръкави, сини гащета и червени чорапи. Президент на клуба е д-р Костадин Коев (кмет на Община Велинград), а старши треньор е Атанас Стоилов от 2017 г..
От 1990 г. насам председатели и президенти на клуба са били: Ангел В. Божков, Иван Ботушанов, Христо Илинов, Димитър Муртин, Иван Войновски, Георги Цанов, Мартин Денев, д-р д-р Димчо Тодоров, д-р Константин Коппе, Фидел Беев, Христо Илинов, Иван Лебанов, д-р Костадин Коев.
Треньори на отбора са били Борис Чолев, Христо Илинов, Динко Дерменджиев, Никола Мишев, Никола Вандов, Димитър Муртин, Митко Ваклинов, Иван Благов, Лазар Димитров, Атанас Пашев, Стоян Божков, Ангел Минчев, Николай Байраков, Атанас Стоилов.

## Успехи
- Полуфиналист за купата на страната през 1978 г.
- 3. място в Южната Б група през сезон 1978/79 г.
- 2. място в Югозападна В група през сезон 1991/92 г., 4. място през сезон 1994/95 г. и 5. място в същата група през сезон 2003/04 г.

## Известни футболисти
- Ивайло Соколов
- Кирил Михайлов
- Никола Божков
- Димитър Попов
- Георги Христакиев
- Георги Гугалов
- Иван Глухчев
- Ангел Димитров
- Стефан Йорданов
- Тодор Филипов
- Никола Кьосов
- Илия Попов
- Антон Мицев
- Красимир Караасенов

8 Никола Попов
- Димитър Муртин
- Никола Сестримски
- Митко Ваклинов
- Орлин Кадьов
- Спас Иванов
- Любомир Филипов
- Иван Благов
- Трифон Пачев
- Тодор Арсов
- Пламен Казаков
- Емил Михайлов
- Красимир Узунов
- Асен Финов
- Боян Никленов
- Георги Гаджев
- Николай Харизанов
- Ангел Малинов
- Васил Кръстев
- Васил Кузманов
- Йонко Неделчев
- Димчо Беляков
- Кирил Божков
- Стоян Дринов
- Недко Миленов
- Иван Недев
- Стефан Христов
- Георги Николов
- Васил Василев
- Димитър Стоянов
- Христо Тошев
- [Николай Байраков
- Алек Манолов
- Роберт Петров

## Настоящ състав
- Виден Кадьов – нападател
- Николай Попов – полузащитник
- Евгени Шолев – нападател
- Ангел Дурлев – нападател
- Георги Налбантов – нападател
- Стефан Прагов – нападател
- Радослав Попов – нападател
- Атанас Бойкинов – нападател
- Юлиян Козов – нападател
- Венцислав Цацев – вратар
- Камен Коцев – вратар
- Георги Назлиев – вратар
- Борислав Ангов – защитник
- Петър Благов – защитник
- Атанас Неделчев – защитник
- Георги Пейков – защитник
- Стефан Караманов – защитник
- Дойчо Ваклинов – полузащитник
- Петър Аврамов – полузащитник
- Тони Хаджиев – нападател
- Ангел Шуманов – полузащитник
- Иван Гешев – полузащитник
- Асен Бозаджиев – полузащитник
- Васил Содев – полузащитник
- Георги Катранджиев – полузащитник
- Петър Шуманов – полузащитник
- Георги Кривулев – полузащитник
- Илия Хрисчев – полузащитник
- Димитър Чонков – полузащитник
- Иван Въргов – защитник
- Георги Топорчев – защитник
- Васил Кюркчиев – полузащитник
- Спас Гардански – нападател
- Виден Кадьов – нападател
- Николай Попов – полузащитник
- Ангел Дурлев – нападател
- Георги Налбантов – нападател